# 李衍曾
李衍曾（？—？），清朝政治人物。
李衍曾曾于1715年接替陈学良任嘉定县知县一职，1715年由李可材接任。